# Weggs Island
Weggs Island är en ö i Kanada.   Den ligger i territoriet Nunavut, i den östra delen av landet, 1 900 km norr om huvudstaden Ottawa. Arean är 1,3 kvadratkilometer.
Terrängen på Weggs Island är platt. Öns högsta punkt är 136 meter över havet. Den sträcker sig 1,4 kilometer i nord-sydlig riktning, och 1,6 kilometer i öst-västlig riktning.